# 正陽寺
正陽寺位于朝鲜江原道金剛郡內金剛萬瀑洞入口處。始建于公元600年，在1326年重修，朝鮮王朝時期又多次重修。

## 建築
- 現存建築有主要佛殿有般若殿和藥師殿、三層石塔和六角石燈[2]等。

- 藥師殿于18世紀末至19世紀初曾經被重建，是座六角平面、六角屋頂的亭子形建築，它又是內部沒有橫樑、只以13包斗拱完成天花板的罕見的建築。裡面的佛像，坐在6角荷花台座上。估計在高麗時代（公元918年─1392年）初期塑造的。

## 外部連結
- 金剛山 佛光大辭典  （页面存档备份，存于）